# Artvin
Artvin je město v Turecku, hlavní město stejnojmenné provincie v Černomořském regionu. V roce 2009 zde žilo 24 468 obyvatel. Městem protéká řeka Čoroch. Okolní krajina je vhodná pro rafting, horolezectví, či vysokohorskou turistiku.